# Valérie Garbani

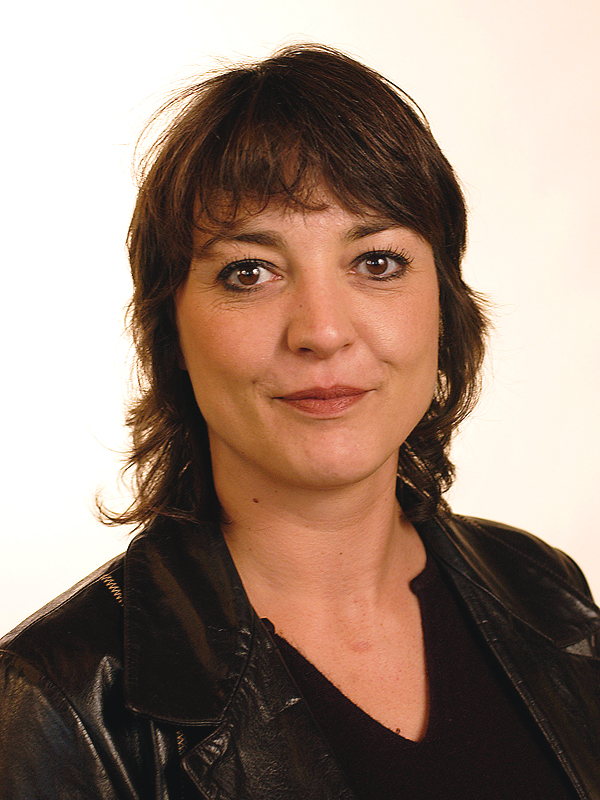
Valérie Garbani

Valérie Garbani (* 19. September 1966 in Neuenburg, heimatberechtigt in Vergeletto) ist eine Schweizer Politikerin (SP).

## Biografie
Als Tochter einer alleinerziehenden Arbeiterin aufgewachsen, studierte Garbani als Werkstudentin – sie arbeitete als Sekretärin und Kellnerin – Rechtswissenschaft. Erst 1996, nach Abschluss ihrer beruflichen Ausbildung, trat sie der Sozialdemokratischen Partei bei und wurde bereits 1997 in das Neuenburger Kantonsparlament gewählt.
Bei den Wahlen 1999 wurde Garbani in den Nationalrat gewählt, 2003 wiedergewählt, 2007 abgewählt. Bis 2004 war sie als Generalsekretärin des Westschweizer Teils (ASLOCA) des Schweizerischen Mieterverbands tätig. Einen Namen machte sie sich auch durch ihr Engagement für Sans papiers. 2004 wurde sie in die Exekutive der Stadt Neuenburg, den Conseil communal (Gemeinderat), gewählt, wo sie die Direktion für Umwelt und Verkehr leitet. 2007 übernahm sie das (jährlich wechselnde) Amt der Stadtpräsidentin. Dieses musste sie zwar im April 2008 wegen privater Probleme vorzeitig abgeben; sie wurde aber trotz kritischer Medienberichte als Regierungsmitglied wiedergewählt.
Für Tätlichkeiten gegen zwei Polizeibeamte wurde sie im August 2008 zu einer Geldstrafe verurteilt. Im März 2009 ereignete sich ein weiterer Zwischenfall in einer Neuenburger Disco, für den sie im September 2009 unter anderem zu 60 Stunden gemeinnütziger Arbeit verurteilt wurde. Von ihrem Regierungsamt ist sie im Juli 2009 zurückgetreten. Seit Dezember 2009 arbeitet Valérie Garbani als Juristin für die Liegenschaftsverwaltung der Stadt Genf.